# 금사면
금사면(金沙面)은 경기도 여주시의 면이다.

## 개요
금사면은 전형적인 농촌마을로서 남한강이 지나가고 수려한 산들이 병풍처럼 둘러싸인 아름다운 고장으로서, 농촌마을의 이점을 최대한 활용하여 팜스테이마을, 사슴마을 등 농촌체험마을을 이용한 농가소득 다변화로 살기좋은 고장으로 변모하고 있다. 또한 금사면의 대표적인 농산물로서는 금싸라기 참외, 표고버섯, 영지버섯, 상황버섯 등이 있다.

## 연혁
- 백제 시대 : 성지매현(省知買縣)
- 고구려 장수왕 63년(476년) : 술천군 골내근현(骨乃斤懸)으로 칭함
- 신라 무열왕 7년(660년) : 술천성(述川城)으로 칭함
- 신라 경덕왕 16년(757년) : 기천군(沂川郡)으로 칭함
- 고려 태조 23년(940년) : 천녕현(川寧縣)으로 개칭
- 조선 예종 원년(1469년) : 여흥군(驪興郡)에 편입
- 1914년 : 행정구역 개편시 여주군 금사면으로 개칭
- 1971년 4월 12일 : 산북(山北)출장소 개소
- 1989년 4월 1일 : 산북출장소 분면

## 법정리
- 전북리(箭北里)
- 상호리(上虎里)
- 소유리(巢由里)
- 하호리(下虎里)
- 장흥리(長興里)
- 주록리(走鹿里)
- 도곡리(道谷里)
- 궁리(宮里)
- 이포리(梨浦里): 면행정복지센터 소재지
- 외평리(外坪里)
- 금사리(金沙里)

## 명소
- 이포보